# طيثارة أليفة الجبال
طيثارة أليفة الجبال (الاسم العلمي:Tipula  monticola) هي نوع من الحشرات تتبع جنس الطيثارة من الفصيلة الطيثارية.